# Bataille de Palawan
Seconde Guerre mondiale
Batailles
Campagne des Philippines
- Formose
- Leyte
- Golfe de Leyte
- Baie d'Ormoc
- Mindoro
- Maguindanao
- Golfe de Lingayen
- Luçon
- Col de Bessang
- Raid de Cabanatuan
- Bataan (1945)
- Manille (1945)
- Corregidor (1945)
- Baguio (1945)
- Raid de Los Baños
- Visayas
- Palawan
- Mindanao
- Jolo
- Davao
- Raid en mer de Chine méridionale

La bataille de Palawan (Operation VICTOR III) est une bataille de la guerre du Pacifique s'inscrivant dans la libération des Philippines durant la Seconde Guerre mondiale.

## Contexte
Il fut décidé par le général MacArthur de reconquérir l'île de Palawan afin de s'en servir initialement comme base aérienne pour soutenir les futurs débarquements sur Mindanao et les Visayas.
Les pistes de décollage sur l'île ne furent cependant opérationnelles que trop tard pour soutenir les unités américaines dans ces opérations, cependant elles se révélèrent utiles pour assister les Australiens durant la campagne de Bornéo mais également pour harceler les lignes de ravitaillement maritimes japonaises dans la Mer de Chine méridionale, notamment lors du raid de janvier.

## Déroulement
Un régiment, le 186e d'infanterie, fut chargé de la conquête de l'île.
Le débarquement eut lieu le 28 février 1945 près de la ville de Puerto Princesa, capitale de l'île. Les plages de débarquement n'étaient pas défendues, et les troupes américaines ne rencontrèrent qu'une très faible opposition dans la ville et ses alentours dont elles prirent le contrôle sans difficulté.
Cependant, de vifs combats eurent lieu dans les collines à une dizaine de kilomètres au nord de la ville, 3 jours plus tard, où la garnison japonaise s'était retranchée. Il fallut 5 jours à l'US Army pour éliminer ces poches de résistance, détruisant à cette occasion la moitié de la garnison japonaise sur l'île, et forçant les éléments japonais restants à se retirer loin dans la jungle montagneuse. Des patrouilles chargées de les traquer y furent organisées jusqu'à la fin avril 1945.
Les unités japonaises en place étaient mal équipées, isolées et souffraient d'un grave manque d'approvisionnement ce qui explique comparativement le caractère très déséquilibré des pertes au combat des deux belligérants durant la conquête de l'île.

## Opérations sur les îles mineures autour de Palawan
Durant le mois de mars et d'avril, des débarquements moins importants eurent lieu successivement sur les petites îles au nord et au sud de Palawan (Dumaran, Busuanga, Culion, Coren, Balabac et Pandanan) afin d'en chasser les éventuels défenseurs japonais. 
L'infanterie américaine n'y rencontra aucune opposition, hormis sur Busuanga défendue par une dizaine d'hommes, qu'une compagnie américaine a rapidement éliminé le 9 mars 1945.

## Découverte du massacre du 13 décembre 1944

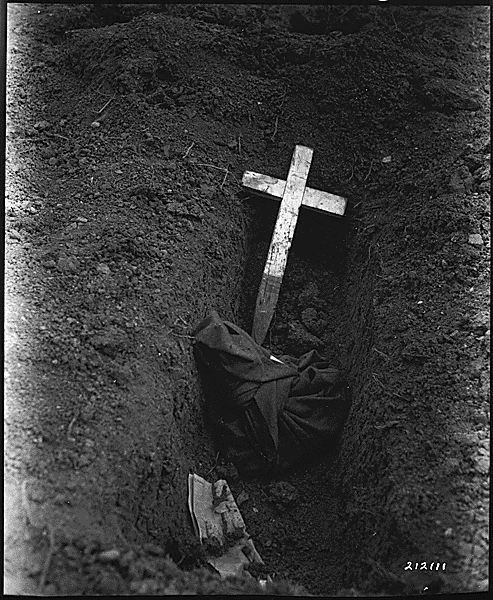
Les restes des soldats tués lors du massacre furent exhumés afin d'être identifiés puis envoyés sur le sol américain pour y être à nouveau enterrés

Peu après, le débarquement des GI's sur Palawan, les habitants leur apprirent le massacre de 150 prisonniers de guerre américains ayant eu lieu sur l'île le 13 décembre 1944 par les troupes japonaises alors qu'elles croyaient à cette époque l'invasion de l'île imminente.
Ils furent pour la plupart brûlés vifs après avoir été regroupés dans une tranchée anti-aérienne puis aspergés d'essence, ceux essayant de s'en extirper se voyant mitraillés sur place, battus à mort ou transpercés de coups de baïonnettes. Ceux qui eurent la chance de s'échapper s’enfoncèrent dans la jungle ou s'enfuirent à la nage après s'être jetés à la mer mais furent poursuivis dans les heures et jours suivants et exécutés sur place en cas de capture. Seulement 11 ont survécu.
Une immense partie des soldats japonais en poste sur l'île au moment de ce massacre est demeurée introuvable après-guerre (ou n'a tout simplement pas survécu au conflit). En conséquence, seulement 10 d'entre eux ont été condamnés en 1948 de peines s'échelonnant de 2 ans de prison à la prison à vie avec travail forcé pour avoir participé à ces actes. Ceux encore emprisonnés en 1958 furent amnistiés cette année-là, les deux officiers responsables du camp de prisonniers et ayant organisé cette exécution de masse ne furent quant à eux jamais retrouvés.